# Dentinogénesis

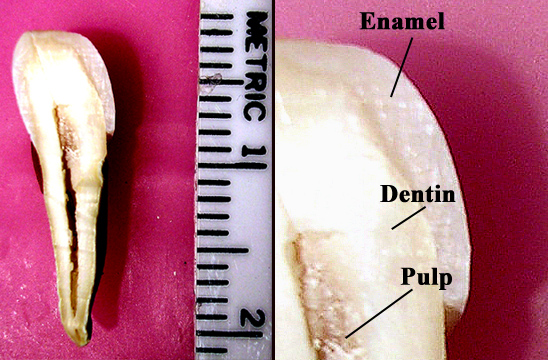
Sección transversal del diente anterior y placa.

La dentinogénesis es el proceso de formación de dentina en el diente. El grupo celular de odontoblastos, también conocidos como dentinoblastos, comienzan a existir como células especializadas a partir de la octava a novena semana de la vida fetal , las células poseen un citoplasma cilíndrico y comienzan a elaborar dentina, histoquímicamente las células son basófilas a la técnica de hematoxilina y eosina. Histológicamente cuando un odontoblasto se dispone a elaborar dentina acumula muchos gránulos metacromáticos que posteriormente saldrán de la célula y se convertirán en un sistema de fibras colágenas , es justo sobre ellas que se elabora la calcificación dentro de un pH alcalino. Los minerales que hacen la secuencia de calcificación son primero el calcio (Ca) y posteriormente el mineral Fosfato. Los investigadores creen en forma teórica que se elabora el compuesto de fosfato dicálcico. Posteriormente mayores procesos bioquímicos y celulares de calcificación son elaborados en la matriz dentinaria y en los últimos estadios se detecta que es justo la dentina peritubular la que mayor procesos de calcificación ha experimentado. La dentina posee un nivel de calcificación en su matriz y posteriormente en trasciende a ser una dentina madura. La dentina no posee el nivel de mineralización del esmalte dental y en procesos inducidos de forma experimental de descalcificación asemeja un tanto al cartílago en su flexibilidad. La dentina sí posee fibras precolágenas (aún inmaduras y jóvenes) que son sensibles a las técnicas histoquímicas de plata y colágenas.

## Dentina secundaria
Esta dentina es elaborada posteriormente a la erupción dental. Se sabe que el tejido pulpar constantemente elabora dentina como una reacción al ambiente o irritantes. Por consiguiente existen órganos dentales en individuos jóvenes los cuales han experimentado más irritación y con ello la Edad Dental ha sido de envejecimiento mientras la edad física del individuo sea la de un adolescente o un joven aún. Se sabe que en el paciente adulto mayor los túbulos dentinarios se calcifican logrando reducir el espacio pulpar y con ello existe una cierta incidencia a mayor protección pulpar natural.